# Erwerbsersatzordnung
Die schweizerische Erwerbsersatzordnung (EO) kompensiert den Verdienstausfall von Militär-, Zivilschutz- oder Zivildienst leistenden Personen. Diese Versicherung wurde während des Zweiten Weltkriegs eingeführt und hiess damals noch Wehrmannsschutz. Die ausbezahlten Beträge richten sich nach dem Einkommen, es werden jedoch mindestens 69 Franken pro Diensttag bezahlt.
Seit dem 1. Juli 2005 kommt der Erwerbsersatz berufstätiger Frauen beim Mutterschaftsurlaub dazu; per 1. Januar 2021 wurde der Vaterschaftsurlaub integriert.
Die Erwerbsersatzordnung  bildet zusammen mit der Alters- und Hinterlassenenversicherung (AHV), der Invalidenversicherung (IV) und ihren Ergänzungsleistungen die erste – staatliche –  Säule des schweizerischen Dreisäulensystems und dient der angemessenen Sicherung des Existenzbedarfs.
Finanziert wird die EO durch Lohnbeiträge, die von Arbeitnehmern und -gebern je zur Hälfte bezahlt werden, sowie durch Zinserträge auf dem Kapital.
Per 1. Januar 2021 wurden die Lohnbeiträge auf 0,5 % erhöht. Auf dieser Höhe waren die Beiträge auch schon von 2011 bis 2015 gewesen.
Es werden jedes Jahr etwa eine Milliarde Franken durch die EO eingenommen und an 300.000 bis 400.000 Leistungsempfänger wieder ausgezahlt.
Im Jahre 1998 wurden aus der EO 2,2 Mia. Franken und 2003 nochmal 1,5 Mia. Franken der defizitären Invalidenversicherung (IV) zugeleitet.
Mit der Annahme der Initiative Triponez im Jahr 2004 für eine Revision der EO und Integration einer Mutterschaftsentschädigung ab 1. Juli 2005 stieg die Anzahl der Bezugsberechtigten durch im Mutterschutz befindliche arbeitende Mütter. Von 2006 bis 2010 überstiegen die Einnahmen die Ausgaben um ca. 30 Prozent, was durch Kapitalverzehr kompensiert wurde. 2010 wurde die gesetzliche Mindestreserve des Kapitals unterschritten. 2011 wurde der Beitragssatz derart erhöht, dass die Einnahmen die Ausgaben um ca. 10 Prozent überschritten.